# Charles Hope (3e marquis de Linlithgow)
Charles William Frederick Hope, 3e marquis de Linlithgow (7 avril 1912 - 7 avril 1987) est un pair britannique et un homme d'affaires.

## Jeunesse
Il est le fils de Victor Hope, 2e marquis de Linlithgow et le frère jumeau aîné de John Hope (1er baron Glendevon). Sa première épouse, Vivien Kenyon-Slaney, fille du major Robert Orlando Rodolph Kenyon-Slaney, est décédée le 23 septembre 1963. Il épouse plus tard Judith Lawson, fille de Stanley Matthew Lawson, en 1965 .
Il combat pendant la Seconde Guerre mondiale et reçoit la Croix militaire pour son service. Il est membre de la 51e division d'infanterie (Highland). En 1940, il est fait prisonnier à Dunkerque et détenu au château de Colditz.
Après la guerre, Lord Hope entre dans la finance et est administrateur d'Eagle Star Insurance.
En 1974, Lord Hope créé le Hopetoun House Preservation Trust pour assurer la préservation de la Hopetoun House et du domaine pour les générations futures.

## Mariages et enfants
Lord Linlithgow se marie deux fois. Il épouse Vivien Kenyon-Slaney, fille du major Robert Orlando Rodolph Kenyon-Slaney et de Mary Cecilia Rhodesia Hamilton, le 24 juillet 1939. Le couple a deux enfants ensemble.
- Mary Sarah-Jane Hope (25 mai 1940 - 8 novembre 2012); épouse Michael Gordon Learoyd, fils de Philip Halkett Brook Learoyd, le 3 octobre 1967. Le couple a un fils et divorce en 1978.
- Adrian Hope (4e marquis de Linlithgow) (né le 1er juillet 1946)

Lady Linlithgow est décédée le 23 septembre 1963. Lord Linlithgow se remarie à Judith Lawson, fille de Stanley Matthew Lawson, le 15 février 1965.
Il meurt le 7 avril 1987 le jour de son 75e anniversaire et est remplacé au marquisat par son fils Adrian.